# Gabriel Albuquerque
Gabriel Albuquerque (Lisboa, 9 de abril de 2006) es un deportista portugués que compite en gimnasia en la modalidad de trampolín.
Ganó una medalla de bronce en el Campeonato Europeo de Gimnasia en Trampolín de 2024, en la prueba sincronizada. Además, consiguió una medalla de oro en los Juegos Mundiales de 2025.
Participó en los Juegos Olímpicos de París 2024, ocupando el quinto lugar en la prueba individual.

## Palmarés internacional
| Campeonato Europeo | Campeonato Europeo   | Campeonato Europeo | Campeonato Europeo |
| Año                | Lugar                | Medalla            | Prueba             |
| ------------------ | -------------------- | ------------------ | ------------------ |
| 2024               | Guimarães (Portugal) | Medalla de bronce  | Sincronizado       |